# Quilá (Sinaloa)
Quilá es una localidad mexicana ubicada en la sindicatura del mismo nombre, perteneciente al municipio de Culiacán en la zona central del estado de Sinaloa. Forma parte del Valle de San Lorenzo. Al norte colinda con Costa Rica y El Salado; al sur con Emiliano Zapata; al este con San Lorenzo y San Francisco Tacuichamona; y al oeste con la sindicatura de Eldorado.
Se encuentra a una distancia de 51 kilómetros de la capital estatal y la sindicatura está integrada por 17 comisarías, en una extensión territorial de 346.583 kilómetros cuadrados. De acuerdo con Eustaquio Buelna Pérez, Quilá estuvo poblado por indígenas lacapaxa y su nombre proviene de quilápa, palabra azteca compuesta de quiltic, cosa verde, atl, agua o río, y la terminación local pa, signficando "río verde", por la vegetación en sus orillas.[cita requerida]
Su territorio es prácticamente llano y su fertilidad se aprovecha para el cultivo de granos, hortalizas y leguminosas, para ello se aprovechan las aguas del río San Lorenzo. Un cuerpo de agua importante es la laguna que se encuentra por el rumbo de Valle Escondido.
La ciudad es hogar de 5.793 personas; mientras que en la sindicatura residen 19.529 personas distribuidas en las localidades de Oso Viejo, Oso Nuevo, La Loma de Redo, El Melón o San Alejandro, Tierra y Libertad, y Tierra y Libertad 2. Se encuentra bien comunicada vía terrestre por la Autopista Culiacán-Mazatlán, así como la carretera paralela al río San Lorenzo que comunica la sindicatura de El Dorado con la de Quilá hasta El Salado.
El atractivo principal de esta comunidad es el santuario de Nuestra Señora de Quilá, dedicado a la Virgen de nuestra señora de Quilá (también es conocida como virgen de la Candelaria), la cual juega un papel importante de la veneración católica en el municipio de Culiacán, ya que anualmente llegan miles de feligreses de diversos lugares en peregrinación para dar gracias.